# Xương rồng nón
Xương rồng nón (danh pháp hai phần: Melocactus conoideus) là một loài thực vật thuộc họ Cactaceae. Đây là loài đặc hữu của Brasil. Môi trường sống tự nhiên của chúng là xavan khô. Chúng hiện đang bị đe dọa vì mất môi trường sống.

## Hình ảnh

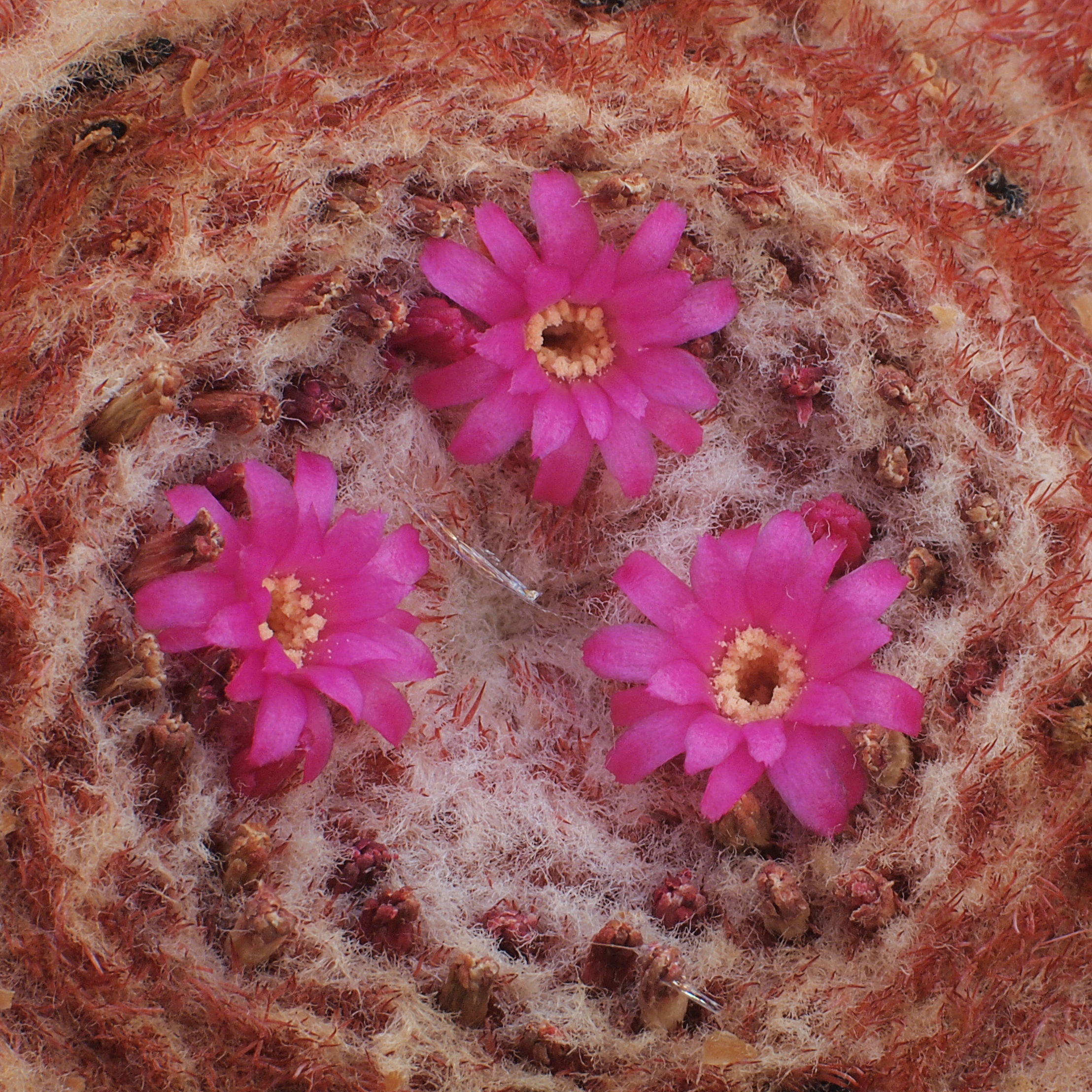
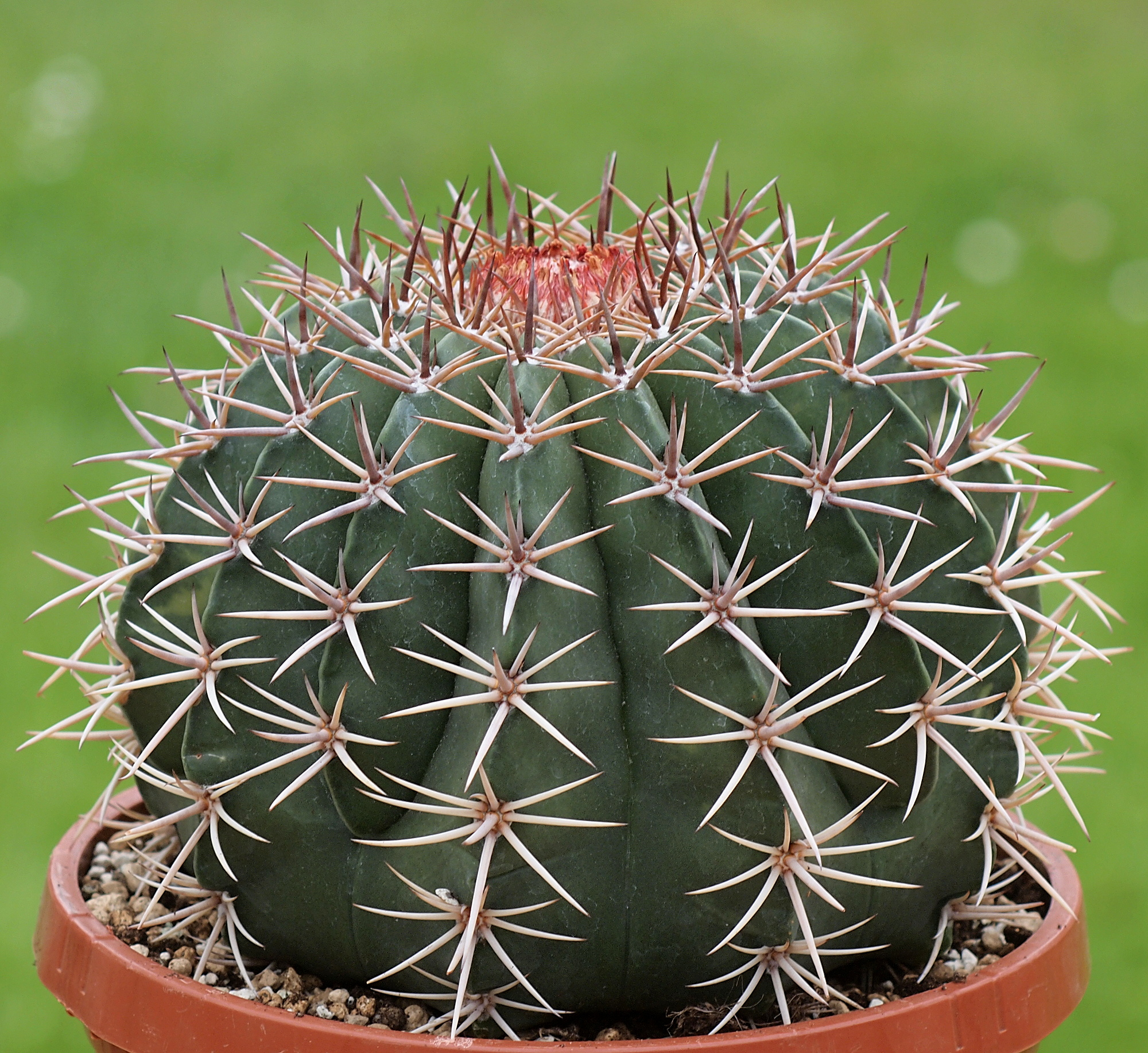
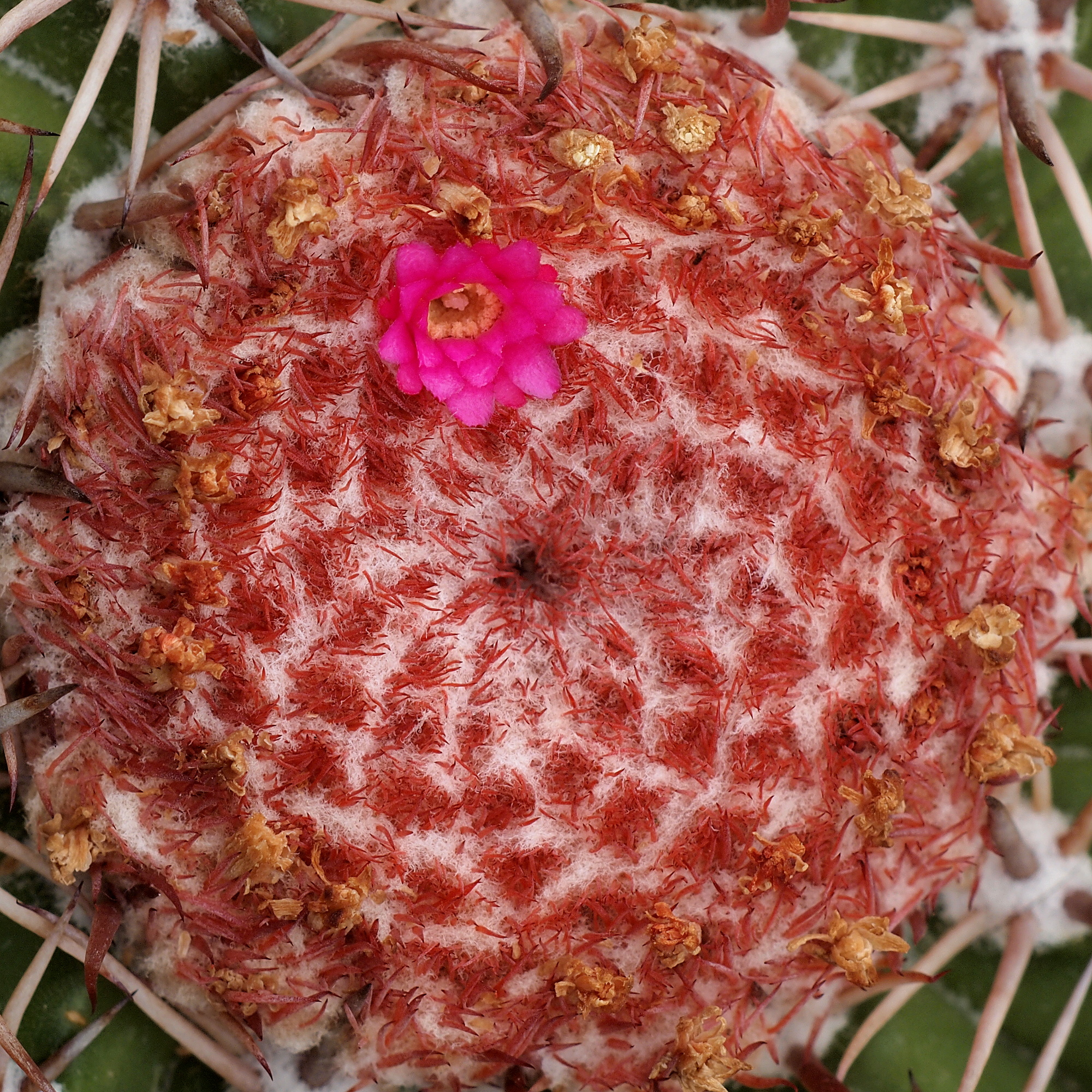
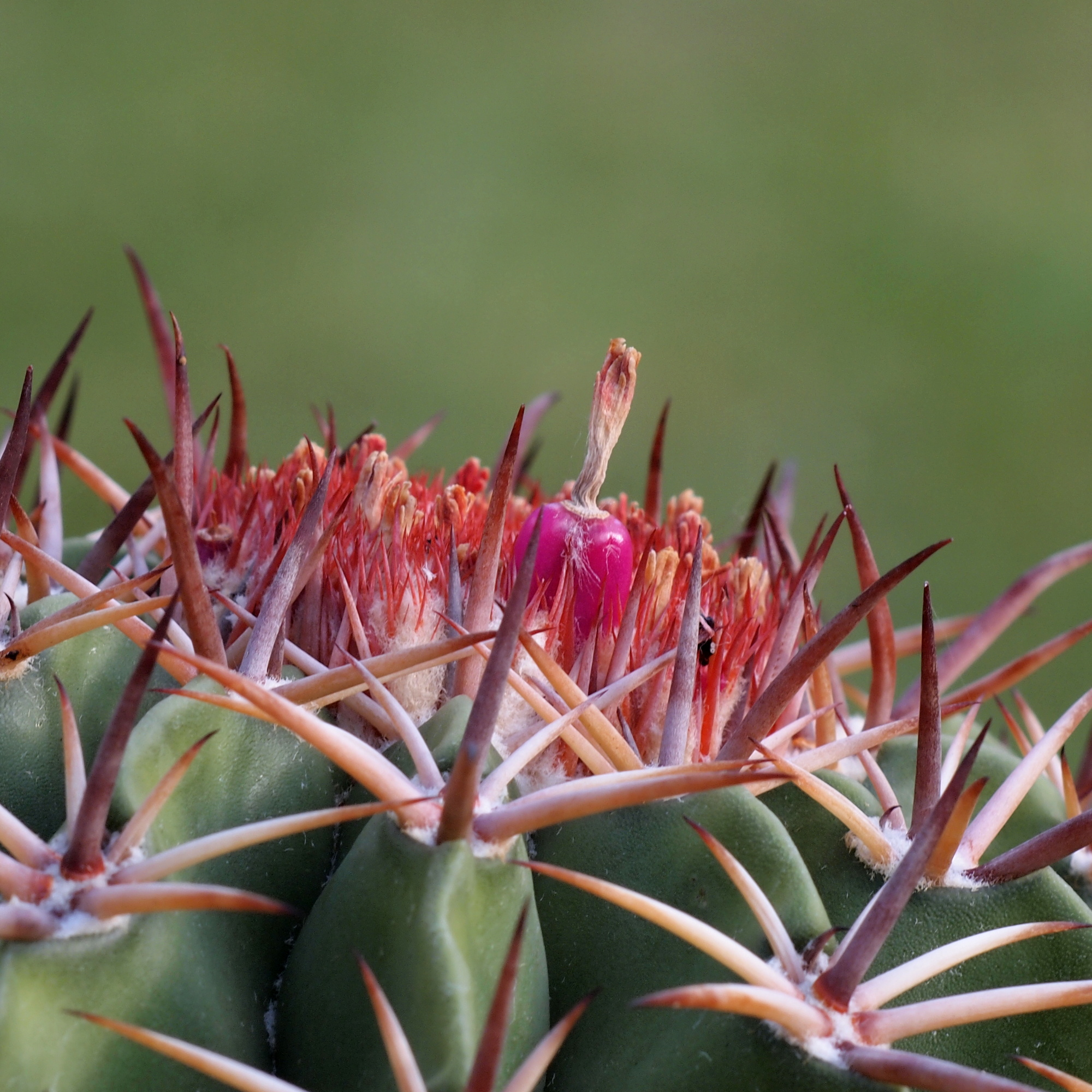